# Treron vernans
El vinago cuellirrosa o vinago de cuello rosa (Treron vernans), es una especie de ave columbiforme perteneciente a la familia  Columbidae. Es originaria de Camboya, Indonesia, Malasia, Birmania, las Filipinas, Singapur, Tailandia, y Vietnam. Su hábitat natural son los bosques húmedos o manglares tropicales o subtropicales y los bosques de montaña